# Mirko Stojanović
Mirko Stojanović (Zagabria, 11 giugno 1939) è un ex calciatore e allenatore di calcio jugoslavo.

## Carriera

### Calciatore

#### Club
Debutta da professionista nel 1958 con la Dinamo Zagabria con cui vince la Coppa di Jugoslavia 1960.
A metà della stagione 1961-1962 si trasferisce alla Stella Rossa di Belgrado, dove vince un campionato della RSF di Jugoslavia e la Coppa di Jugoslavia 1964.
Si trasferisce quindi nella National Professional Soccer League statunitense, agli Oakland Clippers, con cui vince il titolo nel 1967.
Dopo un periodo di inattività, nel 1971 viene ingaggiato dai Dallas Tornado con cui vince la North American Soccer League, giocando tutte e tre le gare della finale contro i georgiani dell'Atlanta Chiefs.
Rientrato in patria, milita nella stagione 1972-1973 nelle file dell'Olimpia Lubiana. Ritorna quindi negli Stati Uniti ai neonati San Jose Earthquakes, dove al termine della stagione si ritira dal calcio giocato.
Successivamente al calcio, si dedicò anche all'indoor soccer, vincendo con gli Earthquakes la stagione NASL indoor 1975.

#### Nazionale
Con la Nazionale jugoslava vanta 4 presenze e la partecipazione ai Mondiali del 1962.

### Allenatore
Nella North American Soccer League 1978 divenne l'allenatore degli Oakland Stompers, incarico da cui fu sollevato nel maggio dello stesso anno venendo sostituito da Ken Bracewell.

## Statistiche

### Cronologia presenze e reti in Nazionale
| Cronologia completa delle presenze e delle reti in nazionale ― Jugoslavia | Cronologia completa delle presenze e delle reti in nazionale ― Jugoslavia | Cronologia completa delle presenze e delle reti in nazionale ― Jugoslavia | Cronologia completa delle presenze e delle reti in nazionale ― Jugoslavia | Cronologia completa delle presenze e delle reti in nazionale ― Jugoslavia | Cronologia completa delle presenze e delle reti in nazionale ― Jugoslavia | Cronologia completa delle presenze e delle reti in nazionale ― Jugoslavia | Cronologia completa delle presenze e delle reti in nazionale ― Jugoslavia |
| Data                                                                      | Città                                                                     | In casa                                                                   | Risultato                                                                 | Ospiti                                                                    | Competizione                                                              | Reti                                                                      | Note                                                                      |
| ------------------------------------------------------------------------- | ------------------------------------------------------------------------- | ------------------------------------------------------------------------- | ------------------------------------------------------------------------- | ------------------------------------------------------------------------- | ------------------------------------------------------------------------- | ------------------------------------------------------------------------- | ------------------------------------------------------------------------- |
| 28-11-1961                                                                | Tokyo                                                                     | Giappone                                                                  | 0 – 1                                                                     | Jugoslavia                                                                | Amichevole                                                                | -                                                                         | 46’                                                                       |
| 7-12-1961                                                                 | Giakarta                                                                  | Indonesia                                                                 | 1 – 5                                                                     | Jugoslavia                                                                | Amichevole                                                                | -                                                                         | 46’                                                                       |
| 19-9-1962                                                                 | Belgrado                                                                  | Jugoslavia                                                                | 5 – 2                                                                     | Etiopia                                                                   | Amichevole                                                                | -2                                                                        |                                                                           |
| 17-5-1964                                                                 | Praga                                                                     | Cecoslovacchia                                                            | 2 – 3                                                                     | Jugoslavia                                                                | Amichevole                                                                | -2                                                                        |                                                                           |
| Totale                                                                    |                                                                           | Presenze                                                                  | 4                                                                         |                                                                           | Reti                                                                      | -4                                                                        |                                                                           |

## Palmarès

### Calcio
- Campionato jugoslavo: 1

Stella Rossa: 1963-1964
- Coppa di Jugoslavia: 2

Dinamo Zagabria: 1959-1960
Stella Rossa: 1963-1964
- National Professional Soccer League: 1

Oakland Clippers: 1967
- North American Soccer League: 1

Dallas Tornado: 1971

### Indoor soccer
- NASL Indoor: 1

San Jose Earthquakes: 1975.